# Municipio de Myron
El municipio de Myron (en inglés: Myron Township) es un municipio ubicado en el condado de Faulk en el estado estadounidense de Dakota del Sur. En el año 2010 tenía una población de 124 habitantes y una densidad poblacional de 1,33 personas por km².

## Geografía
El municipio de Myron se encuentra ubicado en las coordenadas 45°6′26″N 99°0′42″O / 45.10722, -99.01167. Según la Oficina del Censo de los Estados Unidos, el municipio tiene una superficie total de 93.43 km², de la cual 93,34 km² corresponden a tierra firme y (0,09 %) 0,08 km² es agua.

## Demografía
Según el censo de 2010, había 124 personas residiendo en el municipio de Myron. La densidad de población era de 1,33 hab./km². De los 124 habitantes, el municipio de Myron estaba compuesto por el 100 % blancos. Del total de la población el 0 % eran hispanos o latinos de cualquier raza.